# Chałupki (Przeworsk)
Pour les articles homonymes, voir Chałupki.
Chałupki est une localité polonaise de la gmina et du powiat de Przeworsk en voïvodie des Basses-Carpates.